# افغان بیسیم
افغانبیسیم، همچنان شناخته شده به افغان بیسیم و ای‌دبلیوسی‌سی، نخستین شرکت ارتباطات بیسیم افغانستان تأسیس شده ۱۹۸۸ در کابل، افغانستان، با دفاتر متعدد منطقه‌ای است. افغان بیسیم اینترنت نسل چهارم (ال‌تی‌ای) و دیگر خدمات از جمله پرداخت‌های اینترنتی و موبایل را به ۵ میلیون مشترک در سراسر ۳۴ ولایت افغانستان تأمین می‌کند. این شرکت با ۴۲۵ شبکه در ۱۲۵ کشور مشارکت دارد و در سال ۲۰۰۲، توسط احسان‌الله بیات تأسیس شده‌است. افغان بیسیم نتیجه ریسک مشترک شرکت‌های سیستم‌های جهانی موبایل و وزارت مخابرات افغانستان است.

## تاریخچه

### بنیانگذاری و مجوز گرفتن
احسان‌الله بیات، بنیانگذار شرکت ارتباطات افغان-آمریکایی در سال ۱۹۹۸ موفق شد مجوز انحصاری تأسیس شرکت‌اش را با شراکت وزارت معلومات و ارتباطات افغانستان از دولت طالبان بدست آورد. بیات در این معامله ۲۰ مالکیت را به وزارت ارتباطات می‌داد. مذاکره معامله با سرمایه‌گذارانی از ایالات متحده، بریتانیا، و سویدن آغاز شد. سرانجام افغان بیسیم به‌حیث زیرمجموعهٔ شرکت سیستم‌های جهانی موبایل تأسیس شد. پشتیبانی مالی آن توسط کارآفرین بریتانیایی استوارت بنتام، و مارکوس سالیسبری و لرد مایکل سیسیل تأمین می‌گردید. در سال ۱۹۹۹ دولت افغانستان امتیاز انحصاری بر ترافیک تلفن‌های همراه افغانستان را به افغان بیسیم اعطا نمود، و در این مدت افغان بیسیم دوباره کد تماس بین‌المللی کشور افغانستان را فعال کرد. در سالهای ۱۹۹۹ و ۲۰۰۰ این شرکت تبادل تلفن هوشمند را در شهرهای کابل و قندهار آغاز نمود، تبدیل تلفن‌های کهنه و صفحهٔ تلفن که مخابرات تلفنی کشور مدت زیادی بالایش اطمینان داشت. اگرچه طالبان توسط هجوم ایالات متحده به افغانستان سرنگون شدند اما افغان بیسیم هنوز نخستین شرکت نبود که اجازه داشته باشد خدمات جی‌اس‌ام را در افغانستان تأمین کند. با برداشتن تحریم‌های تجاری، افغان بیسیم از فروشنده‌های آمریکایی از جمله ورلدکام، سیستم‌های بیسیم تیکور و شرکت ارتباطی ایرنت، تکنالوجی مخابراتی پیشرفته را آورد. رئیس‌جمهور موقت افغانستان، حامد کرزی آشکارا اولین تماس تلفنی را در ششم آوریل ۲۰۰۲ با صحبت کردن با سفیر افغانستان در سازمان ملل متحد در شهر نیویورک گرفت. چنان‌که شبکه به استفاده عموم رسیده و از یک پلتفرم پیش پرداخت اسفاده می‌کرد، اتاقک‌های تلفن برای کسانیکه تلفن همراه تهیه نمی‌توانستند نصب شده بود.در جون ۲۰۲۰، ارجنت نتورکس در زیلاند جدید قرارداد همکاری برای ارتقای شبکه موبایل جی اس ام افغان بیسیم را بست. در همان سال شرکت ارجنت، سیستم پرداخت صورت حساب شبکه افغان بیسیم را نیز ارتقا داد، پس از آن شرکت‌های رقابت کننده مانند: روشن و اتصالات پا به عرصه فعالیت گذاشتند.

## رشد و دعوی مالکیت
در سال ۲۰۰۲، بیات قصد کرد تا سهام سیسیل و بنتام را بقول معروف بخرد، (کلمه انگلیسی "Bayat" نام مالک افغان بیسیم شبیه به "Buy out" انگلیسی بمعنی خریدن است)، اما پیشنهاد بیات برای سیسیل و بنتام دو سهامدار دیگر مضحک نمود. احسان الله بیات و افغان بیسیم متعقبا دعوی قانونی شانرا علیه سیسیل و بنتام به اتهام اختلاس از شرکت آغاز کردند. سیسیل، بنتام، و دو سرمایه‌گزار مؤسس دیگر هم دعاوی شانرا آغاز کردند، آنها شکایت کردند که ۲۵۰ میلیون دالر بیشتر بخاطر حق شراکت بدست نیاوردند و توطئه، کلاهبرداری، نقض قرارداد و دسیسه بازی را علیه شان استدلال نمودند. پیگیری این قضیه از طرف قاضی‌های آمریکایی رد گردید. بالاخره در آگست ۲۰۱۶، بیات پیروز شد و قضیه به‌طور پنهان از عموم، به نفع بیات خاتمه یافت.
با آغاز سال ۲۰۰۶، افغان بیسیم یکی از پنج شرکتی بود که که با حمله طالبان به آنها خسارتمند گردید، طالبان خواستار محدودیت مخابرات تلفنی در کشور بودند. گزارشات حمله الی ۲۰۰۹ متوقف شد. در جون ۲۰۰۸، افغان بیسیم اعلان نمود که بیش ۲ میلیون مشترک از سراسر ۳۴ ولایت، افغانستان دارد. شرکت به حدود ۵ میلیون کاربر تا سال ۲۰۰۹ رسید. در ۲۰۱۱ افغان بیسیم بخشی از وزارت مخابرات افغانستان باقی مانده بود. و وزارت مخابرات هم ۱۰–۲۰ فیصد حق امتیاز خود را تا هنوز حفظ کرده‌است.

## ادعای پیوند به جاسوسی آمریکا
در یک گزارش ۲۰۱۱ توسط مجله وانیتی فیر به ویراستاری "دیوید روز (خبرنگار)", اظهار شده بود که افغان بیسیم به یک پروژه جاسوسی بنام عملیات فاکسدن، از اداره فدرال سرمایه گزاری و آژانس امنیت ملی آمریکا (NSA) بود که تلاش می‌نمودند تا از طریق زیربنای افغان بیسیم رژیم طالبان را برای جمع‌آوری اطلاعت جاسوسی سمع نمایند. اگرچه بنابر گفته بعضی‌ها اختیارات آنها تا هشتم سپتامبر ۲۰۰۱, ادامه یافت اما عملیات فاکسدن با حملات ۱۱ سپتامبر و تهاجم به افغانستان لغو شد. آقای روز اظهار داشت که در مراحل اجرای پلان، اف‌بی‌آی و ان اس اِ در انتقال مالکیت شرکت افغان بیسیم به شرکت مجازی (نت موبایل), در لختن اشتاین، کمک نمودند. پیرامون ۱۹۹۹, تجارت شهروندان آمریکایی با طالبان قدغن شد. در واکنش به این موضوع، بیات دست داشتن آژانس جاسوسی آمریکا را در ارتباط به تغیر مالکیت رد کرد، و در واکنش به آن گفت: "درخواست من برای ضمانت اجرایی پیگیری قضیه اختلاس از سوی ایالات متحده رد شد." بیات همچنان اظهار داشت که او و هیچ‌یک از شرکت‌هایش مرتکب کدام عمل غیرقانونی، نصب دستگاه‌های سمع، یا فعالیت کردن به حیث یک مأمور یا یک جاسوس، نشده‌اند.

## سالهای ۲۰۱۰
افغان بیسیم یک طرح موبایل-پول را در ۲۰۱۲ روانه بازار نمود که مستلزم به بایمتریک بود. در ۲۰۱۷، وزارت مالیه افغانستان جایزه بزرگ بهترین پرداخت کننده مالیه را به افغان بیسیم اعطا نمود.
افغان بیسیم اظهار داشت که برای اولین بار خدمات ۴جی ال تی ای را در افغانستان در می ۲۰۱۷ روانه بازار کرده‌است، و با ۸۰۰۰ کارمند بزرگ‌ترین کارفرمای خصوصی در کشور می‌باشد. همان سال شرکت با ۴۲۵ شبکه در ۱۲۵ کشور نیز شریک شد، با ۵ میلیون مشتری و با پوشش در تمام ۳۴ ولایات افغانستان.
در فبروری ۲۰۱۸، افغان بیسیم اظهار داشت که خدمات پرداخت موبایل می‌تواند روی بل‌های برق نیز اجرا شود. در در همان ماه، شرکت یک توافق مجوز جدیدی با تصدی تنظیم مخابرات تلفنی افغانستان (ARTA) برای نصب و اجرای فایبر نوری، امضا نمود. در آپریل ۲۰۱۸, افغان بیسیم تنها شرکت تأمین کننده خدمات ۴جی ال تی ای اچ دی بود.
در آگست ۲۰۱۸، ای دبلیو سی سی خدمات اس‌ام‌اس-خبر و رسانه خزانه را روانه بازار کرد.
در اکتبر ۲۰۱۸، افغان بیسیم خدمات ۴٫۷۵جی+ را در شهر کندهار راه انداخت، و مشترکین خود را از ۴جی به این خدمات اینترنت سریع ارتقا داد.
در دسامبر ۲۰۱۸، برنامه پول من (اپ پرداخت پول موبایل) بزرگ‌ترین برنامه پرداخت پولی افغانستان شناخته شد.
در جنوری ۲۰۱۹، در همکاری با اعضای گروه بانک جهانی، برنامه روشنایی افغانستان سازمان بین‌المللی مالی: ای دبلیو سی سی برنامه پرداخت الکترونیکی پی از یو گوی خود را روانه بازار کرد، گزراش شده که اولین خدمات آف گرید سولر پاور افغانستان خواهد بود.

## اسپانسری فیفا
ای دبلیو سی سی اسپانسر جام جهانی فیفا ۲۰۱۸ روسیه بود، که اولین بار توسط شبکه تلویزیون آریانا در افغانستان نشر می‌شد.

## خدمات
افغان بیسیم هم‌اکنون ارائه‌کنندهٔ مکالمات تلفنی داخلی و بین‌المللی می‌باشد. اس‌ام‌اس (پیامک)، ام‌ام‌اس، اینترنت روی موبایل و جی‌پی‌آراس می‌باشد.